# Абрамовское 2-е сельское поселение
Абрамовское 2-е сельское поселение — упразднённое муниципальное образование в Таловском районе Воронежской области.
административным центром было село Абрамовка.

## История
Законом Воронежской области от 30 ноября 2015 года № 163-ОЗ, были преобразованы, путём их объединения: Абрамовское, Абрамовское 2-е и Еланское сельские поселения — в Абрамовское сельское поселение с административным центром в посёлке Абрамовка.

## Административное деление
В состав поселения входили:
- село Абрамовка,
- село Знаменка,
- посёлок Хлебороб.